# Distrito de Tantará
El Distrito peruano de Tantará es uno de los trece distritos de la Provincia de Castrovirreyna, ubicada en el Departamento de Huancavelica, bajo la administración del Gobierno regional de Huancavelica, en la zona de los andes centrales del Perú.
Desde el punto de vista jerárquico de la Iglesia católica, forma parte de la Diócesis de Huancavelica.

## Historia
El distrito se creó mediante Ley N° 4207 con fecha 12 de enero de 1921 y siendo Presidente de la República Augusto Leguía.

## Geografía
La población total en este distrito es de 780 personas. y tiene un área de 113,01 km².
Las coordenadas geográficas son: 13° 4' 0" Sur, 75° 39' 0" Oeste.
Recibe el sobrenombre de "Perla escondida entre los Andes" debido a su singular belleza.

## Autoridades

### Municipales
- 2023
  - Alcalde: Charit Enrriquez Torres, Somos Perú

- 2015 - 2018
  - Alcalde: Orlando Villegas Violeta

- 2013 - 2014
  - Alcalde: Megdonio Gelacio Mendoza Quispe, Partido Popular Cristiano (PPC).
- 2011 - 2012
  - Alcalde: Lucía Victoria López Saldaña, PPC.
- 2007 - 2010
  - Alcalde: Cirilo Amador Urbina Torres,[3] Agrupación independiente Sí Cumple.
- 1984 - 1987
  - Alcalde: Juana Guillén Saldaña

Primera Mujer Alcaldesa Distrital

### Policiales
- Comisario:   PNP.

### Religiosas
- Diócesis de Huancavelica[4]
  - Obispo de Huancavelica: Monseñor Carlos Alberto Salcedo Ojeda.[5]
- Parroquia
  - Párroco: Pbro.  José Carlos Olivera Valverde

## Festividades
Celebra dos grandes fiestas patronales tradicionales: la primera en honor del Espíritu Santo con participación de los Danzantes de Tijeras y la segunda en honor de la Natividad de la Virgen María con banda de músicos. Ambas fiestas se festejan con fastuosas serenatas en las vísperas, amenizadas con conjuntos musicales folclóricos, tropicales y criollos. 
La fiesta en honor al Espíritu Santo se realiza entre fines de mayo e inicios de junio. Es una actividad costumbrista donde se celebra con conjuntos de Danzantes de Tijeras o Galas, los cuales rinden un tributo a los Apus y al Espíritu Santo.
Los Mayordomos o Maysuy principalmente son dos, los cuales se encargan de contratar a los danzantes de tijeras más famosos del Departamento de Huancavelica, estos también tienen la responsabilidad de atender a la población durante los días festivos con potajes licores y otros; aparte del gran banquete que brindan con su plato costumbrista, acompañado de la pachamanca tantarina. Durante estos días los Galas ofrecen lo mejor de su repertorio de danza en sendas competencias entre oponentes siendo la cima del mismo el día de "La Prueba", fecha donde compiten en diferentes competiciones como la acrobacia, la danza y la sangre general, de los cuales sale el ganador.
También destacan los importantes Mayordomos de Fuegos Artificiales, encargados de llevar los cohetes, las bombardas y los castillos. La Mayorala, es quien se encargará junto con el Mayordomo de Misa del arreglo de la iglesia, el arreglo del Espíritu Santo en su anda además de ofrecer a toda la población los riquísimos Chamiscol y ponche tantarinos. El Obligado de Toros, quien es el encargado de llevar a los toros de lidia los cuales jugarán en el estadio del distrito, previo a esto realizan la tradicional capada a todos los que se encuentran a su paso.
La segunda y más importante fiesta se realiza en el mes de Setiembre, siendo el fecha central el día 8 donde se conmemora la Natividad de la Virgen María, en esta actividad vienen los hijos tantarinos desde distintas partes del Perú y del mundo, acompañados frecuentemente de otros visitantes, con la finalidad de renovar su fe al tiempo que se remembran años lejanos cuando vivían en el pueblo.
Los anfitriones de esta fiesta son los Mayordomos, encargados de traer a las bandas de músicos, principalmente de la zona de Yauyos y Huancayo, entre ellos podemos mencionar a los conjuntos Túpac Amaru, Santa Cecilia de Yauyos, Sunicancha y otros. Otros mayordomos no menos importantes son los Mayordomos de Fuegos Artificiales, Obligados de Toros, Mayordomos de Misa y los Alférez de Cera.
Tantara cuenta con una de las más hermosas iglesias coloniales, construido a base de piedras labradas la cual fue recientemente reconstruida, igualmente cuenta con una campana cuyo sonido es de las mejores de Huancavelica y del Perú